# Ottstedt am Berge
Ottstedt am Berge település Németországban, azon belül Türingiában. Lakosainak száma 252 fő (2014. január 2.).

## Népesség
A település népességének változása:

| 2014 | 252 |